# Foglia di sega
Foglia di sega è un termine utilizzato in araldica per indicare la fascia dentata nel lembo inferiore; per le altre posizioni, blasonarle.

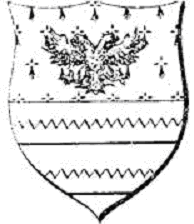
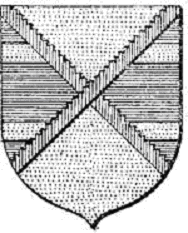
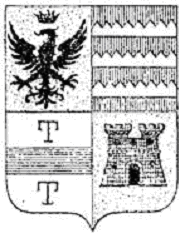
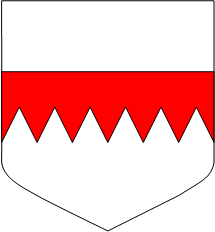
D'argento, alla foglia di sega di rosso
D'azzurro, alla foglia di sega d'argento, accostata da due fiori di patata dello stesso, bottonati d'oro (Petalax, Finlandia)
Di nero, a tre foglie di sega d'oro (Brissac-Quincé, Francia)